# Malotwana Siding
Malotwana Siding – wieś w Botswanie w dystrykcie Kgatleng. Według spisu ludności z 2011 roku wieś liczyła 608 mieszkańców.